# هوي وليامز
هوي وليامز (بالإنجليزية: Howie Williams)‏ هو لاعب كرة قدم أمريكية أمريكي، ولد في 4 ديسمبر 1936 في سبارتانبرغ في الولايات المتحدة.
- هوي وليامز على موقع مرجع كرة القدم المحترفة.كوم (الإنجليزية)